# Eric Bruskotter
Eric Bruskotter (* 22. března 1966, Fort Wayne, Indiana, Spojené státy americké) je americký herec.

## Kariéra
S hraním začal v polovině osmdesátých let, když se objevoval v televizních pořadech jako Mr. Belvedere a Neuvěřitelné příběhy. Známým se stal v roce 1987 díky roli ve filmu Láska není v ceně. Poté ztvárnil roli Scotta Bakera v seriálu Četa v akci. Seriál je o strastech armády v pozadí Vietnamské války.
Po dvou sériích se vrátil k filmovým rolím do snímků Krvavý příliv a S nasazením života. Je pravděpodobně známější z role Ruba Bakera z filmů První liga 2 a První liga 3: Zpátky do druhé ligy. V roce 1997 měl roli ve scifi Hvězdná pěchota. Během natáčení se setkal s Tami-Adrian George, svou současnou manželkou.
V roce 2011 se objevil jako fotbalový hledač talentů Cooter Menkins v seriálu Glee a současně také přítele a manžela Shannon Beiste (Dot-Marie Jones).

## Osobní život
V současné době je ženatý s Tami-Adrian George. Je také dobrovolník pro Best Friends Animal Society, skupinu snažící se o záchranu zvířat. Také se objevil ve dvou různých epizodách seriálu Walker, Texas Ranger, pokaždé jako mentálně postižený muž.
Má jednovaječné dvojče, Karla Bruskottera.